# 이강백
이강백(李康白, 1947년 12월 1일 ~ )은 대한민국의 극작가이다. 1947년 12월 1일 전라북도 전주에서 출생하였다.
1971년 동아일보 신춘문예 희곡 부문에 《다섯》이 당선되어 등단하였다. 1982년부터 1990년까지 크리스찬 아카데미 문화부장을 지냈다. 이후 한양대학교와 중앙대학교 대학원, 한국예술종합학교의 강사 및 객원 교수를 지내고 2003년부터 서울예술대학 극작과 교수로 재임 하다가 2013년 정년 퇴직했다

## 가족
- 아내 : 시인 김혜순

## 주요 작품
- 《알》
- 《파수꾼》
- 《결혼》
- 《호모 세파라투스》
- 《봄날》
- 《유토피아를 먹고 잠들다》
- 《칠산리》
- 《동지섣달 꽃 본 듯이》
- 《북어 대가리》
- 《영월행 일기》
- 《느낌, 극락같은》
- 《마르고 닳도록》
- 《다섯》